# Era de l'exploració

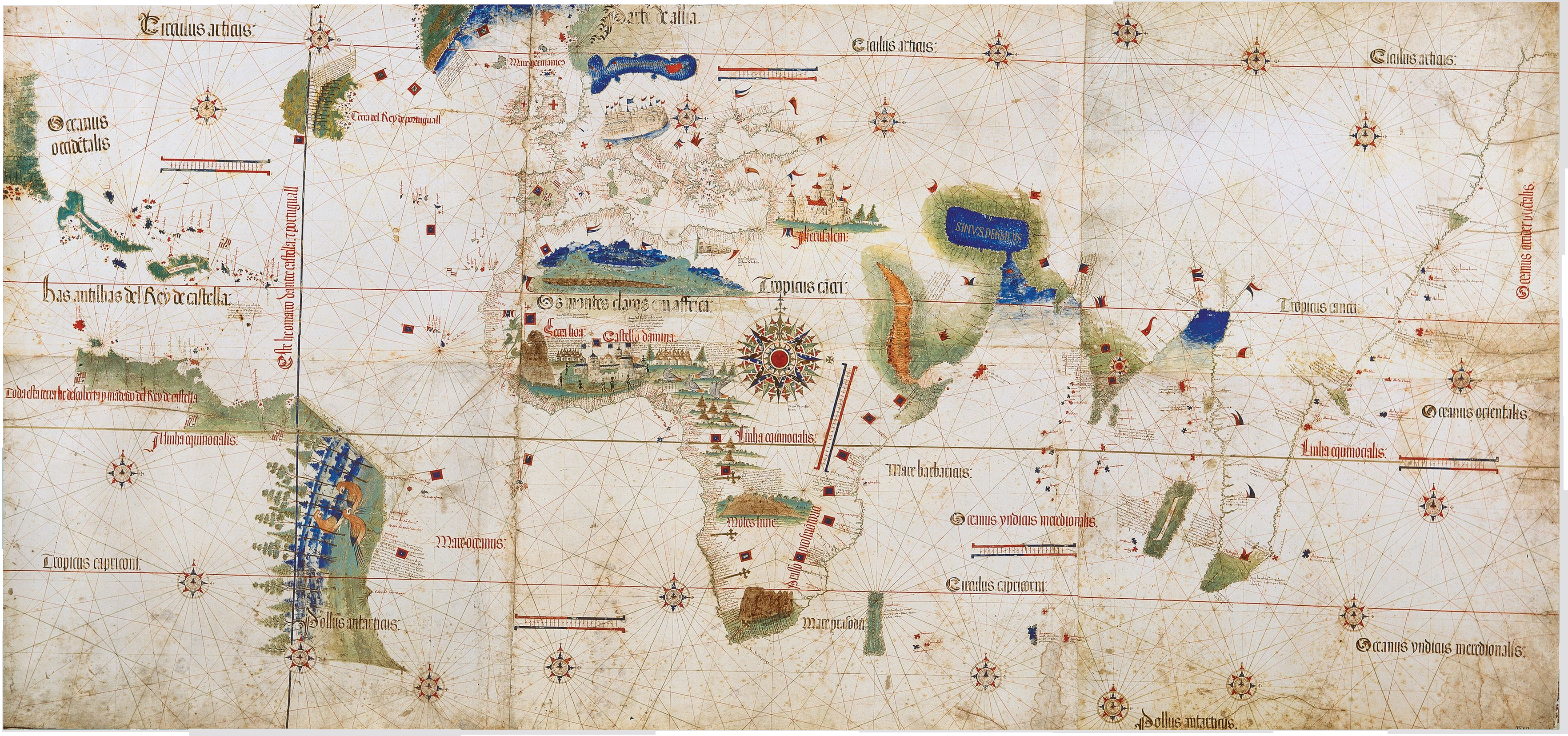
Planisferi de Cantino 1502, la primera carta (que es conserva) mostrant les exploracions de Colom per l'Amèrica Central, Corte-Real a Terranova, Gama a l'Índia i Cabral al Brasil. La línia de Tordesillas hi és representada, Biblioteca Estense, Mòdena.

L'era de l'exploració o l'era dels descobriments fou un període que començaria el segle xv i que va continuar fins al segle xvii, durant el qual els vaixells europeus, principalment espanyols i portuguesos, van recórrer el món a la recerca de noves rutes i socis comercials per alimentar el naixent capitalisme d'Europa. En el procés, els europeus van trobar altres civilitzacions i pobles, i van crear mapes de terres que els eren desconegudes. Entre els exploradors més famosos d'aquest període es troben: Cristòfor Colom, Vasco da Gama, Fernão de Magalhães, etc.
L'era de l'exploració va tenir el seu fonament en les noves tecnologies i les noves idees que estaven sorgint del Renaixement. Aquestes incloïen innovacions en la cartografia, la navegació i la construcció de vaixells. El desenvolupament més important va ser la invenció de la primera carraca i després de la primera caravel·la, a la península Ibèrica. Aquests vaixells es van desenvolupar a partir dels dissenys europeus medievals amb elements àrabs. Van ser els primers vaixells que podien sortir del passiu mar Mediterrani cap a l'oceà Atlàntic amb seguretat.

## Exploració terrestre

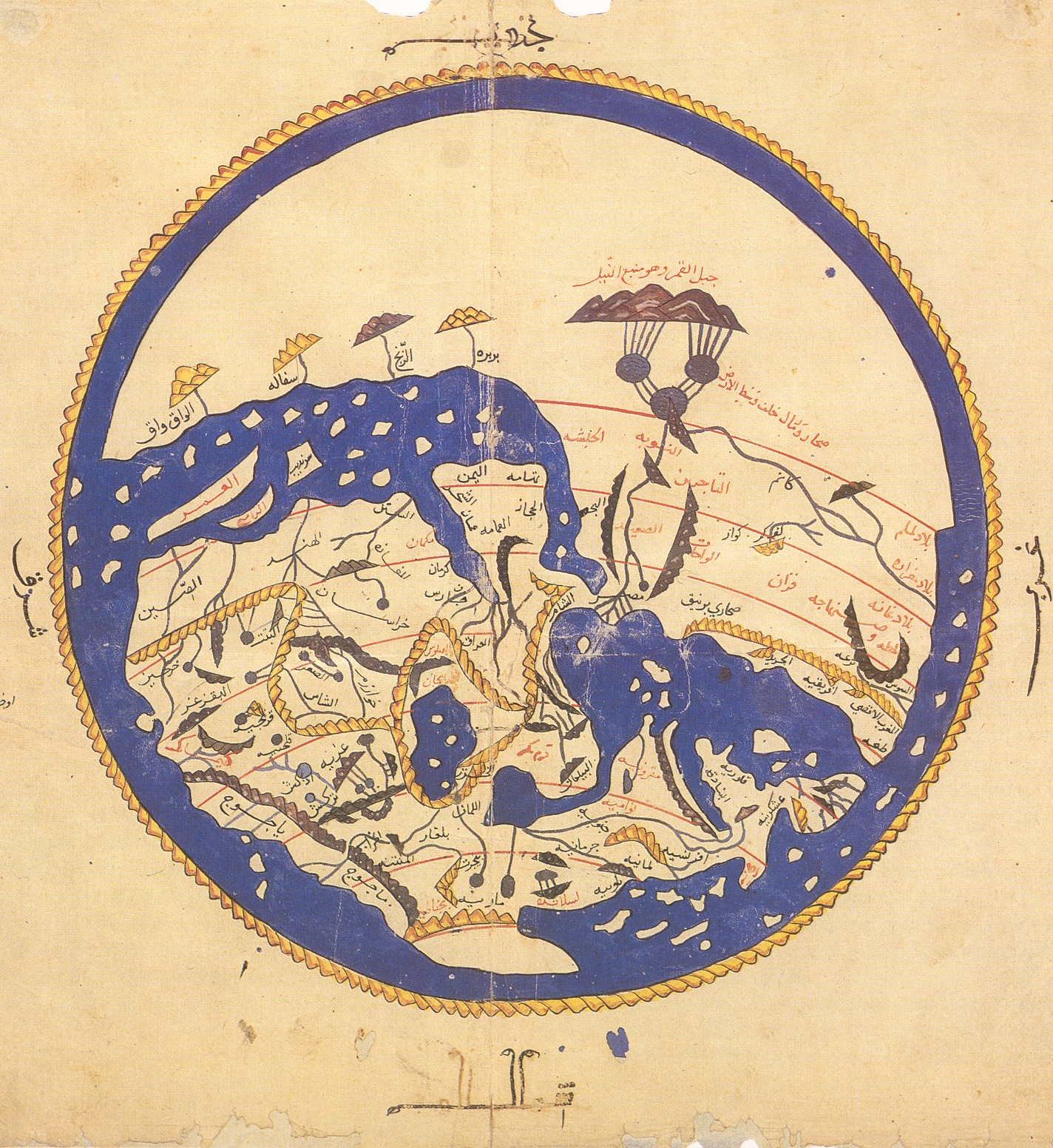
Mapa àrab del sud, elaborat abans de l'exploració europea

El preludi de l'era de l'exploració va ser una sèrie d'expedicions europees cap a Àsia per terra durant l'edat mitjana. Encara que els mongols havien amenaçat Europa segles abans, també havien unificat tota Euràsia per mitjà de la creació de rutes comercials i línies de comunicació que s'estenien des de l'Orient Pròxim fins a la Xina. Un grapat d'europeus es van aprofitar d'aquestes rutes per realitzar exploracions cap a l'est, la majoria italians atès que el comerç entre Europa i l'Orient Pròxim era controlat gairebé completament per comerciants de les ciutats estats italianes.
El primer d'aquests exploradors va ser Giovanni de Plano Carpini que viatjaria cap a Mongòlia de 1244 a 1247. El viatge més famós, però, va ser el de Marco Polo, que recorreria l'Àsia de 1271 a 1295. El registre del seu recorregut va ser una de les obres més llegides d'Europa aleshores.
Aquests viatges, però, van tenir un efecte limitat atès que l'Imperi Mongol es va col·lapsar ràpidament i la ruta cap a l'est es va tornar molt perillosa. La Pesta Negra del segle xiv també va limitar el comerç i les comunicacions. La ruta terrestre cap a l'est era molt perillosa, costosa i controlada pels imperis musulmans, especialment pel naixent Imperi Otomà que limitava les possibilitats comercials europees.

## El començament de les exploracions: Portugal

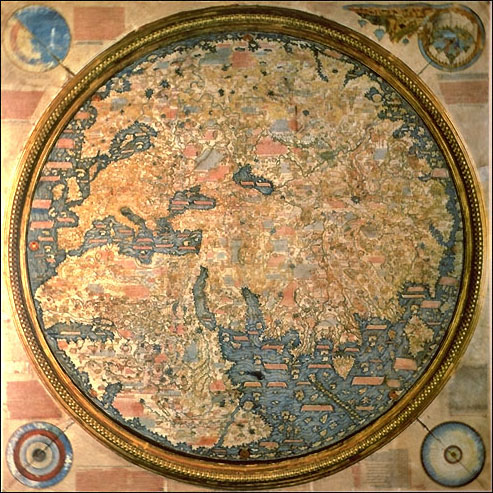
Mapa de Fra Mauro, una de les primeres representacions pràctiques del món conegut

Amb la invenció de la carraca i la caravel·la els regnes de la península Ibèrica tenien l'oportunitat de retornar a l'anhelat Orient Llunyà. Les exploracions tenien diverses causes. Els monetaristes creuen que la principal raó darrere de l'era de l'exploració va ser la mancança d'or i plata a Europa. L'economia europea depenia força d'aquests metalls per realitzar l'intercanvi comercial i la mancança havia enfonsat Europa en una llarga recessió. Un altre factor seria el conflicte entre els pobles ibèrics i els musulmans del sud. Els pobles ibèrics van adquirir importants coneixements científics i tecnològics dels seus veïns àrabs, per mitjà dels quals van perfeccionar els vaixells i llurs coneixements geogràfics d'Àfrica i Àsia, preparant-los per emprendre els viatges per mar.
La primera onada d'expedicions va començar amb Portugal sota el príncep Enric el Navegant. Viatjant cap a l'Atlàntic van descobrir les illes Madeira el 1419 i les Açores el 1427, les quals es convertirien en colònies portugueses. L'objectiu principal d'Enric el Navegant era l'exploració de la costa occidental d'Àfrica. Per molts segles les úniques rutes que connectaven l'Àfrica Occidental amb el mar Mediterrani creuaven el desert del Sàhara i eren controlades pels estats musulmans del nord d'Àfrica, rivals de Portugal. Els portuguesos esperaven trobar un pas per mar que els permetés comerciar directament amb l'Àfrica Occidental. El progrés va ser lent, però, el 1434 van arribar al cap Bojador. En menys de dues dècades la barrera del Sàhara havia estat vençuda i el comerç d'or, plata i esclaus va començar amb el territori que avui dia compren l'estat del Senegal. Poc després es van construir els forts d'Elmina i São Tomé i Príncipe es va convertir en la primera colònia productora de sucre.
La caiguda de Constantinoble va causar una gran commoció a Occident, car es creia que era el principi de la fi del cristianisme. Els cronistes de l'època confiaven en la resistència de les muralles i creien impossible que els turcs poguessin superar-les, despertant el temor d'una amenaça otomana sobre Itàlia i els territoris venecians de l'Egeu, el que va propiciar un acord entre Milà i Venècia, que va acabar amb la pau de Lodi el 1454 a la qual després es van adherir Florència i Nàpols. Amb el Bòsfor sota domini musulmà, el comerç entre Europa i Àsia va declinar ràpidament. Ni per terra ni per mar els mercaders cristians aconseguirien passatge per a les rutes que duien a l'Índia i a la Xina, llocs on es provenien d'espècies per conservar els aliments i d'articles de luxe, i cap on es destinaven les seves mercaderies més valuoses, i els estats europeus van iniciar projectes per a l'establiment de rutes comercials alternatives.
El 1482 una expedició encapçalada per Diogo Cão va arribar al regne del Congo. L'expedició més important va ser la de Bartolomeu Dias que va arribar al cap de Bona Esperança, demostrant que la ruta cap a l'Índia per mar era possible. Després d'altres expedicions vers l'Oceà Índic, el 1498 Vasco da Gama arribà finalment a Calicut.

## Descobriment d'Amèrica
Article principal: Descobriment d'Amèrica

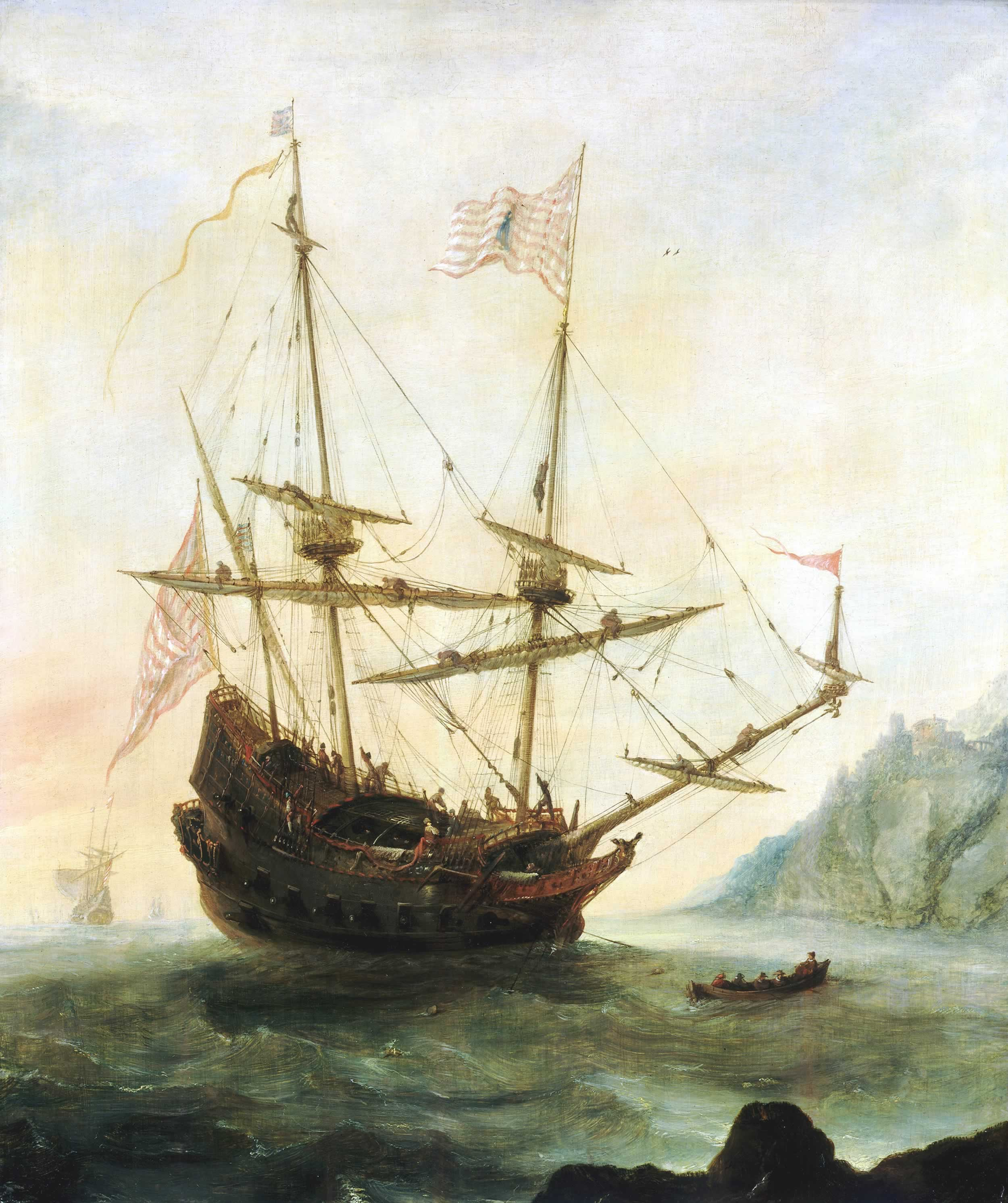
La Nao Santa Maria a l'ancora, obra de Andries van Eertvelt, pintat el 1628, representa la carraca famosa de Cristòfor Colom

Castella, el rival de Portugal no va començar les seves exploracions marítimes sinó fins a finals del segle xv, data en què els navegants castellans van començar a competir amb els navegants portuguesos. La primera prova va ser la lluita pel control de les Illes Canàries, que van ser preses per Castella. Amb la unió de Castella i Aragó, i acabada la Colonització d'al-Àndalus, el regne va tenir l'oportunitat i els recursos per a la recerca de les noves rutes i l'establiment de noves colònies a ultramar. El 1492, els governats de Castella i Aragó van patrocinar el viatge de Cristòfor Colom amb la intenció d'arribar a l'Índia navegant cap a l'oest.
Colom, però, no va arribar a l'Àsia, sinó al Nou Món. El 1501, el navegant portuguès Pedro Álvares Cabral també va descobrir el Nou Món, l'estat actual de Brasil. Es va requerir la intervenció papal per definir les àrees d'influència el 1494, data en què es va signar el Tractat de Tordesillas que dividia el món entre les dues potències. Els portuguesos rebien "tot" el que es trobava a l'oest d'Europa i a l'est d'una línia a 270 llegües de Cap Verd; això els donava el control d'Àfrica, Àsia i la regió oriental de Sud-amèrica. Els espanyols rebien "tot" el que es trobava a l'oest d'aquesta línia, un territori que era desconegut i força ampli: la resta del continent americà i les illes de l'oceà Pacífic.
Colom i els altres exploradors europeus es van desil·lusionar amb els descobriments. A diferència d'Àfrica i Àsia, els habitants de les illes del Carib tenien molt poc per comerciar amb els navegants espanyols. L'atractiu de les illes seria, per tant, la mà d'obra i la producció que s'hi podria realitzar per mitjà de la colonització. Quan els conqueridors van arribar al continent, però, van descobrir enormes jaciments d'or i plata a Mèxic i al Perú. Després de la conquesta de l'Imperi Asteca i de l'Imperi Inca, les pandèmies europees i l'esclavatge van devastar els pobles nadius americans.
El 1519, el mateix any que Cortés va arribar a Mèxic, la corona castellana va finançar l'expedició de Ferran Magallanes, un portuguès, la missió del qual era circumnavegar el món i arribar a Àsia navegant cap a l'oest del continent americà. L'expedició de Magallanes va assolir aquesta empresa i va retornar a Espanya tres anys després.

## El declivi del monopoli portuguès
L'exploració i la colonització portugueses continuaren malgrat la rivalitat d'Espanya. Els portuguesos es van convertir en els primers occidentals a comerciar amb el Japó. L'estratègia portuguesa estava basada en la construcció de forts que els permetessin controlar les rutes comercials més importants de l'est. Forts i noves colònies van ser establertes sobre la costa africana, a Luanda, Moçambic, Zanzíbar, Mumbassa, Socotra, Ormuz, Calcuta, Goa, Mumbai, Malaca, Macau i Timor. Els portuguesos també controlaven el Brasil, que seria descobert el 1500 per Pedro Álvares Cabral, ja que la regió es trobava sobre l'àrea portuguesa del Tractat de Tordesillas.
Portugal es va enfrontar a diversos problemes en expandir el seu territori més enllà de les àrees costaneres. Amb el temps la nació no tindria prou recursos ni exèrcits per administrar l'empresa. Els forts que havien construït arreu del món no podien competir amb les altres potències europees que amenaçaven el seu imperi i el seu monopoli comercial. L'hegemonia comercial portuguesa de l'est va desaparèixer amb l'arribada dels exploradors neerlandesos, francesos i britànics que van ignorar la divisió papal del món. El 1580, el rei Felip II de Castella també es convertiria en rei de Portugal, com a hereu de la corona després que el seu cosí Sebastià morís sense descendència. Així, sota Felip, els dos imperis es van unificar, i el nou i immens imperi era massa gran per resistir les amenaces de les colònies britàniques i neerlandeses. Mumbai va ser cedida als britànics, encara que Macau, Timor, Goa, Angola i Moçambic, així com el Brasil, on la presència portuguesa va ser efectiva, van romandre com a territoris portuguesos després del ressorgiment del Regne de Portugal, independent d'Espanya. No obstant els neerlandesos van intentar conquerir el Brasil i per un breu període van controlar gairebé la meitat del territori, però, es retirarien després.

## Els països nord-europeus
Les nacions al nord d'Ibèria, van refusar reconèixer el Tractat de Tordesillas. França, els Països Baixos i el Regne Unit, amb fortes tradicions marítimes així com tecnologies, van emprendre viatges de colonització. La primera d'aquestes missions, el 1497, de John Cabot, va ser finançada pel Regne Unit, i va ser la primera d'una sèrie de missions d'exploració britàniques i franceses a la Nord-amèrica. Espanya havia ignorat la regió més septentrional de Nord-amèrica atès que la població era molt menor i tenia menys riqueses (or i plata) que la resta de Nord-amèrica, Centreamèrica i Sud-amèrica. El 1525 Giovanni da Verrazzano es convertiria en el primer europeu (llevat dels vikings) a visitar la Costa Est del territori actual dels Estats Units. Les expedicions de Cabot, Jaques Cartier (1534 i d'altres es realitzarien primerament amb l'esperança de trobar un Pas al Nord-est que connectés les rutes marítimes d'Europa amb les riqueses de l'Àsia. Aquest pas mai no seria trobat, però per mitjà de llurs expedicions altres possibilitats comercials es trobarien i a partir del segle xvii van començar a establir colònies a la costa est de Nord-amèrica.
Serien aquestes nacions nord-europees els primers rivals de Portugal a l'Àfrica i a l'oceà Índic. Vaixells neerlandesos, francesos i britànics van començar a sacsejar el monopoli portuguès i van fundar forts i colònies pròpies. Gradualment, el duopoli espanyol i portuguès va declinar. Serien els estats nord-europeus els primers a explorar les regions desconegudes de l'oceà Pacífic, l'Oceania i la costa oest nord-americana. Els exploradors de la Companyia Neerlandesa de les Índies Orientals, com ara Willem Jansz i Abel Tasman van ser els primers a explorar les costes d'Austràlia. El segle xviii l'explorador britànic James Cook seria el primer a traçar els mapes de la Polinèsia.
Al segle xviii, l'expansió russa cap a Sibèria progressava constantment però el coneixement geogràfic de la regió era limitat, havien arribat a l'oceà Pacífic el 1639, amb l'arribada d'Ivan Moskvitin al mar d'Okhotsk i les expedicions posteriors van continuar a Chukotka i Kamchatka. Cap al 1648, el semen Dezhnev havia arribat a l'estret que separava Àsia i Amèrica que més tard van rebre el nom de Bering. i Pere I el Gran va concebre una gran expedició per explorar i cartografiar l'extrem nord-oest de Sibèria i establir la sobirania russa sobre l'extrem nord-oest d'Àsia, que es va dur a terme durant els regnats de les emperadrius Anna i Elisabet I de Rússia. La Gran Expedició del Nord es va dur a terme entre 1733 i 1743 dirigida per Vitus Bering, un explorador danès al servei de l'armada russa que ja havia dut a terme l'expedició de Kamchatka entre 1725 i 1731, i va arribar al que ara és Alaska el 1741, convertint-se en els primers europeus a trepitjar la costa nord-oest d'Amèrica del Nord.

## Fi de l'era de l'exploració i els seus efectes
Durant mil·lennis l'economia mediterrània havia estat la més poderosa i vibrant; les regions d'Itàlia i Grècia havien estat les més riques i poderoses. Amb l'era de l'exploració, la nova economia atlàntica, controlada pels estats de l'Europa Occidental, com ara Franca, Regne Unit, Espanya i Portugal, es convertiria en la més puixant i poderosa del món aleshores, mentre que les economies mediterrànies entrarien en un període de declivi. A més de l'exploració del Nou Món, Rússia es convertiria en una potència europea sota el tsar Pere el Gran i la conquesta de Sibèria.
Aquest període conegut com l'era de l'exploració acabaria al començament del segle xvii. Els vaixells europeus podien navegar a qualsevol regió del món. Tanmateix, l'exploració per se continuaria: les regions àrtica i antàrtica no serien explorades sinó fins al segle xix. A més, els europeus trigarien molt més a arribar a l'interior dels continents americà i africà.